# Marquesado de Oliva
El Marquesado de Oliva es un título nobiliario pontificio otorgado por el papa León XIII, mediante Breve de fecha 22 de diciembre de 1880, con carácter hereditario, a favor de Manuel Martín de Oliva y Romero, I marqués de Nerva.
La denominación del título hace referencia al apellido familiar.
El uso del título fue autorizado en España, mediante real despacho de 8 de febrero de 1881, por el rey Alfonso XII.
Al fallecer el primer titular, su hijo primogénito Manuel Martín de Oliva y Sánchez-Ocaña, II marqués de Nerva, cedió el título de Oliva a su hermano Juan Martín de Oliva y Sánchez-Ocaña, mediante escritura pública de fecha 1 de junio de 1897. El papa León XIII, por Breve de fecha 3 de noviembre de 1897, confirmó a Juan como II marqués de Oliva quien recibió autorización de uso en España de fecha 25 de febrero de 1898, expedido por la reina regente María Cristina de Habsburgo.
Al fallecer el II marqués, su viuda recibió la merced personal (no hereditaria) de vizcondesa de San Antonio.

## Marqueses de Oliva
|                                        | Titular                                | Periodo                                |
| Creación en 1880 por el Papa León XIII | Creación en 1880 por el Papa León XIII | Creación en 1880 por el Papa León XIII |
| -------------------------------------- | -------------------------------------- | -------------------------------------- |
| I                                      | Manuel Martín de Oliva y Romero        | 1880-1897                              |
| II                                     | Juan Martín de Oliva Sánchez-Ocaña     | 1897-1908                              |

## Historia de los marqueses de Oliva
- Manuel Martín de Oliva y Romero, I marqués de Oliva, I marqués de Nerva.

Casó con Pilar Sánchez-Ocaña. En el marquesado de Nerva le sucedió su hijo primogénito, Manuel Martín de Oliva y Sánchez-Ocaña. En el marquesado de Oliva le sucedió, confirmada por Breve pontificio de 3 de noviembre de 1897, su segundo hijo:
- Juan Martín de Oliva y Sánchez-Ocaña (†1908),[2] II marqués de Oliva.

Casó con Antonia Pieltain y Bartolí, quien al enviudar recibió la merced personal de vizcondesa de San Antonio.
Sin descendencia. La titulación y las escrituras de marquesado sigue en la propiedad de los familiares, concrétame entre dos sobrinos que sí tuvieron descendencia, y sigue en el paradero familiar de Martín de Oliva.